# Magnus Oscarsson
Magnus Oscarsson (1970) é um político sueco. Desde 29 de setembro de  2014 Oscarsson tem servido como membro do Riksdag em representação do círculo eleitoral do condado de Östergötland.